# Xynobius knysnaensis
Xynobius knysnaensis är en stekelart som först beskrevs av Fischer 1971.  Xynobius knysnaensis ingår i släktet Xynobius och familjen bracksteklar. Inga underarter finns listade i Catalogue of Life.